# Leilani Dowding
Leilani Dowding (Bournemouth, 30 de enero de 1980) es una modelo de glamour y celebridad británica, reconocida por haber sido chica de la página 3 en The Sun y delegada del Reino Unido en Miss Universo 1998.

## Primeros años
Dowding creció en Bournemouth y tiene una hermana menor, Melanie. Su madre filipina, Zena, y su padre británico, Chris, las educaron en la religión católica.
Dowding y su hermana asistieron a la escuela St Peter's de Bournemouth. Obtuvo once GCSEs y tres A-levels. Comenzó una licenciatura en economía en el Royal Holloway de la Universidad de Londres, en Surrey, con la intención de convertirse en comerciante de la ciudad. La entonces joven de 18 años se presentó y ganó el concurso de Miss Gran Bretaña de 1998. En Hawaii, ese mismo año, se convirtió en la primera mujer de ascendencia asiática en representar a Gran Bretaña en el concurso de Miss Universo.

## Carrera profesional
Tras su éxito en los concursos de belleza, Dowding abandonó la universidad para dedicarse a la carrera de modelo a tiempo completo. Aunque en un principio no se planteó hacer topless, empezó a aparecer como chica de la página 3 de The Sun en 1999. Su hermana menor Melanie ("Mel") Dowding también tuvo una breve carrera como modelo.
En 2003 fue clasificada como la número 89 en la lista de las mujeres más sexys del mundo de la revista FHM.
Dowding ha sido invitada a varios programas de la televisión británica, ejerciendo de modelo en Big Breakfast y This Morning, y apareciendo en Faking It, Celebrity Wrestling y Celebrity Fear Factor. También ha disfrutado de una temporada en la pantomima como Tiger Lilly en Peter Pan.
Dowding apareció en un episodio benéfico de Page 3 de The Weakest Link, donde perdió en la ronda final contra Jakki Degg. Dowding competía en nombre de las organizaciones benéficas RSPCA y de cáncer de mama.
Dowding ha competido en torneos de póquer de famosos y ha realizado trabajos de promoción para Ladbrokes.
También aparece en el reality show de la televisión estadounidense Tough Love Miami, en el que se enfrentó a su propia superficialidad para encontrar una pareja adecuada.
Ha visitado Bosnia, Kosovo, Irak y Chipre en viajes para elevar la moral de las tropas británicas en el extranjero.
Apareció en el número de diciembre de 2011 de la edición estadounidense de Maxim.

## Vida personal
Dowding ha estado comprometida con el ex defensa del Wimbledon Football Club y de Irlanda del Norte, Mark Williams, y estuvo comprometida con el también futbolista Jérémie Aliadière, ex del Arsenal Football Club, West Ham United y Middlesbrough F. C., tras haber mantenido una relación con Anwar Uddin, quien estuvo en las filas del West Ham y del Sheffield Wednesday. Estuvo brevemente casada con el restaurador Richard Palmer, ex marido de Raquel Welch, del que terminó divorciándose. También ha salido con el músico Billy Duffy, guitarrista principal de The Cult, con el que se comprometió en marzo de 2020.